# Famille Országh
Országh de Gúth (en hongrois : gúthi Országh) est le patronyme d'une ancienne famille de la noblesse hongroise.

## Origines
La famille Országh est issue du clan Gutkeled. Elle remonte à Gáspár Guthi, père du suivant Mihály.

## Membres notables
- Mihály Országh (†1482), palatin de Hongrie (1458) sous Mátyás.
- László I Országh (fl. 1484-1493), grand maître de la cavalerie (főlovászmester).
- László II Országh (†1544), főispán de Nógrád et de Heves.
- János III Országh (†1536), évêque de Szerém et Vác.
- Imre III Országh, maître des portes du royaume. Frère du suivant.
- Ferenc Országh (fl. 1522), maître des huissiers (főkomornok). Frère du suivant.
- Kristóf Országh (hu) (1535–1567), főispán de Nógrád, grand échanson puis juge suprême du Royaume de Hongrie (1567). Époux de la comtesse Ilona Zrínyi, fille du comte Miklós IV Zrínyi, ban de Croatie puis maître du trésor, il est le dernier membre mâle de la famille Országh de Gúth.

## Liens, sources
- Iván Nagy : Magyarország családai, Budapest
- Samu Borovszky : Heves és Szatmár vármegye